# 弗勒
弗勒（挪威語：Førde）是挪威已不存在的市镇，存在於1838年至2020年間，属于原松恩-菲尤拉讷郡。其行政中心为弗勒镇。市镇面积为586平方公里，人口数量为13,092人（2019年），人口密度为每平方公里23.7人。